# Шатовилен (Изер)
Шатовилен (фр. Châteauvilain) насеље је и општина у источној Француској у региону Рона-Алпи, у департману Изер која припада префектури Ла Тур ди Пен.
По подацима из 2011. године у општини је живело 645 становника, а густина насељености је износила 73,13 становника/km². Општина се простире на површини од 8,82 km². Налази се на средњој надморској висини од 500 метара (максималној 644 m, а минималној 345 m).

## Демографија
| 1962. | 1968. | 1975. | 1982. | 1990. | 1999. | 2011. |
| ----- | ----- | ----- | ----- | ----- | ----- | ----- |
| 354   | 365   | 355   | 429   | 438   | 483   | 645   |

График промене броја становника у току последњих година